# Gable Steveson
Gable Steveson (né le 31 mai 2000 à Portage (Indiana)) est un lutteur et un catcheur (lutteur professionnel) américain. Il travaille actuellement à la World Wrestling Entertainment, dans la division NXT, sous le même nom.
Il a remporté la médaille d'or en lutte libre chez les moins de 125 kg aux Jeux olympiques d'été de 2020 à Tokyo ainsi qu'aux Championnats panaméricains de lutte 2021 (en) à Guatemala.

## Carrière de catcheur

### World Wrestling Entertainment (2021-...)
Le 21 août 2021 à SummerSlam, il fait sa première apparition à la World Wrestling Entertainment aux côtés de Tamyra Mensah-Stock, où ils exhibent leurs médailles d'or olympiques gagnées à Tokyo l'année passée. Le 9 septembre, il signe officiellement avec la compagnie.
Le 3 avril 2022 à WrestleMania 38, il fait ses débuts sur le ring de la compagnie en portant des Suplex à Chad Gable. 
Le 20 juin 2023 à NXT Gold Rush, il fait ses débuts au show jaune et propose à Eddy Thorpe de l'entraîner afin de l'aider à battre Damon Kemp. Le soir même, il rejoint officiellement la division NXT.